# Caristiidae
Los Caristiidae son una familia de peces marinos incluida en el orden Perciformes. Se distribuyen por las aguas profundas de los océanos, especialmente asociado a sifonóforos, de los que se alimentan.
Tienen la aleta dorsal alta con una amplia base que comienza en la cabeza, aleta anal con unos 20 radios pero sin espinas, pectorales con unos 20 radios y aletas pélvicas muy largas insertadas por delante de las aletas pectorales.

## Géneros y especies
Existen 6 especies agrupadas en 3 géneros:
- Género Caristius (Gill y Smith, 1905)
  - Caristius groenlandicus (Jensen, 1941)
  - Caristius japonicus (Gill y Smith, 1905)
  - Caristius macropus (Bellotti, 1903)

- Género Paracaristius 
  - Paracaristius heemstrai (Trunov, Kukuev y Parin, 2006)
  - Paracaristius maderensis (Maul, 1949)

- Género Platyberyx (Zugmayer, 1911)
  - Platyberyx opalescens (Zugmayer, 1911)